# Haydn (krater)
Haydn är en nedslagskrater på planeten Merkurius, med en diameter på ungefär 251 kilometer.
1976 uppkallades kratern efter den österrikiske kompositören Joseph Haydn.